# Ferrocarriles de Tongoy
| Campanil, eine 1870 von Rogers für die Tongoi-Eisenbahn gebaute 2-6-0T Schmalspur-Dampflokomotive |                                                     |                      |                      |
| Streckenverlauf 1903 |                                                     |                      |                      |
| |                                                     |                      |                      |
| Streckenverlauf 1898 |                                                     |                      |                      |
| Streckenlänge: | 85 km                                               |                      |                      |
| Spurweite: | 1067 mm (Kapspur)                                   |                      |                      |
| Maximale Neigung: | Puntilla–Ovalle–Tongoy: 20 ‰ Cerrillos–Tamayo: 50 ‰ |                      |                      |
| Minimaler Radius: | 152 m                                               |                      |                      |
| |                                                     |                      |                      |
| \| \| km (Höhe) \| \| \| \| \| 0 (235) \| Puntilla \| Puntilla \| \| \| 3 (221) \| Ovalle \| Ovalle \| \| \| 11 (164) \| Limarí \| Limarí \| \| \| 18 (165) \| Trapiche \| Trapiche \| \| \| +17 (–) \| Bergwerke von Tamaya \| Bergwerke von Tamaya \| \| \| 27 (–) \| La Torre \| La Torre \| \| \| \| \| \| \| \| 36 (–) \| Cerrillos \| Cerrillos \| \| \| 42 (–) \| Quebrada Seca \| Quebrada Seca \| \| \| 56 (220) \| Pachingo \| Pachingo \| \| \| 64 (108) \| Chañar \| Chañar \| \| \| 85 (5) \| Tongoi[5][2] \| Tongoi[5][2] \| |                                                     |                      |                      |
| | km (Höhe)                                           |                      |                      |
| Kopfbahnhof Streckenanfang (Strecke außer Betrieb) | 0 (235)                                             | Puntilla             | Puntilla             |
| Bahnhof (Strecke außer Betrieb) | 3 (221)                                             | Ovalle               | Ovalle               |
| Bahnhof (Strecke außer Betrieb) | 11 (164)                                            | Limarí               | Limarí               |
| Bahnhof (Strecke außer Betrieb) | 18 (165)                                            | Trapiche             | Trapiche             |
| Kopfbahnhof Streckenanfang (Strecke außer Betrieb) · Strecke (außer Betrieb) | +17 (–)                                             | Bergwerke von Tamaya | Bergwerke von Tamaya |
| Strecke (außer Betrieb) · Bahnhof (Strecke außer Betrieb) | 27 (–)                                              | La Torre             | La Torre             |
| Strecke nach links (außer Betrieb) · Abzweig geradeaus und von rechts (Strecke außer Betrieb) |                                                     |                      |                      |
| Bahnhof (Strecke außer Betrieb) | 36 (–)                                              | Cerrillos            | Cerrillos            |
| Bahnhof (Strecke außer Betrieb) | 42 (–)                                              | Quebrada Seca        | Quebrada Seca        |
| Bahnhof (Strecke außer Betrieb) | 56 (220)                                            | Pachingo             | Pachingo             |
| Bahnhof (Strecke außer Betrieb) | 64 (108)                                            | Chañar               | Chañar               |
| Kopfbahnhof Streckenende (Strecke außer Betrieb) | 85 (5)                                              | Tongoi               | Tongoi               |

Die Ferrocarriles de Tongoy der Ferrocarriles de Coquimbo waren eine Schmalspurbahn vom Hafen von Tongoi (heute: Tongoy)  zu den Bergwerken von Tamaya in Chile mit einer Spurweite von 3 Fuß 6 Zoll (1067 mm).

## Geschichte
José Tomás Urmaneta erhielt 1865 die Genehmigung für den Bau der Tongoi-Eisenbahn für den Transport von Erz aus den Tamaya-Bergwerken zum Hafen von Tongoi. Die Bauarbeiten für die Strecke von der Küste zu den Tamaya-Bergwerken bei Trapiche begannen noch im selben Jahr, so dass der Betrieb zwischen Tongoi und den Tamaya-Bergwerken 1867 aufgenommen werden konnte. Im Jahr 1879 wurden noch fast 210.000 t Erz der Tamaya-Bergwerke befördert, aber bereits 1884 war das Transportaufkommen stark gesunken, so dass der Wert der Aktien verfiel, und diese nur noch mit 34 oder 35 % des Ausgabewerts gehandelt wurden. 1886 gab es nur noch ein Transportvorkommen von 90.000 t Erz, und 1891 wurden sogar nur noch 8.487 t  Erz befördert, woraufhin die Bergwerke geschlossen wurden.
Nach der Schließung der Bergwerke verlor die Eisenbahn ihr hauptsächliches Verkehrsaufkommen. Die Bahngesellschaft beschloss daraufhin, die Strecke vom Kilometer 40 bis Ovalle zu verlängern und den 17 km langen Streckenabschnitt zu den Bergwerken stillzulegen. Einige Bauarbeiten wurden zwar durchgeführt, aber aufgrund von schweren Überschwemmungen wurde die Arbeit eingestellt.
Im Jahre 1901 wurde die Bahngesellschaft von der Regierung für 385.000 Pesos übernommen. Dieser Preis beinhaltete auch die Schienenfahrzeuge: 4 Lokomotiven, 10 Personenwagen, 159 Güterwagen. Unter staatlicher Leitung wurde die Strecke fertiggestellt. Kurz darauf wurde der Bau der Strecke nach Puntillas fortgesetzt.
1938 wurde der Betrieb eingestellt und die Strecke stillgelegt. Ovalle ist aber auch heute noch ein wichtiger Knotenpunkt des zentralen Eisenbahnsystems.

## Dampflokomotiven
| Nr. | Name      | Hersteller                                                  | Werks-Nr. | Baujahr | Bild                                                                                                  | Bemerkungen |
| --- | --------- | ----------------------------------------------------------- | --------- | ------- | --- | --- |
| 1   | Minero    | Manning Wardle                                              | 215       | 1866    | | |
| 2   | Ovalle    | Manning Wardle                                              | 216       | 1866    | | |
| 3   | Hercules  | Manning Wardle                                              | 217       | 1866    | | |
| 4   | Tongoy    | Hawthorn in Leith                                           | 364       | 1866    | | |
| 5   |           | Hawthorn in Leith                                           | 365       | 1866    | | |
| 6   |           | Hawthorn in Leith                                           | 366       | 1866    | | |
| 7   |           | Black Hawthorn über W. & J. Lockett                         | 45 o. 46  | 1867    | | |
| 8   | Campanil  | Rogers Locomotive and Machine Works in Paterson, New Jersey | 1717      | 1870    | 'Campanil,' an 1870 narrow gauge (3ft 6in) 2-6-0T built by Rogers for the Tongoi Railway in Chile.jpg | - Achsfolge nach Whyte: 2-6-0T - Steuerung: Stephenson - Radstand der Antriebsachsen: 2,82 m - Gesamtradstand der Lokomotive: 4,65 m - Achslast der Antriebsräder: 25.401 kg - Wassertank: 3.790 l - Treiberdurchmesser 940 mm - Kesseldruck: 11 kPa - Hochdruckzylinder (Durchmesser x Hub): 13 × 18 Zoll (330 × 508 mm) - Zugkraft: 5082,51 kg - Feuerraumfläche: 5,40 m² - Rostfläche 1,04 m² - Heizfläche: 58,18 m² |
| 9   | Pizarro   | Rogers                                                      | 1770      | 1870    | | |
|     | Relampago |                                                             |           |         | | ‘Carro a vapor’ |